# Dans nog eenmaal met mij
Dans nog eenmaal met mij is een single van The Fouryo's. Het is de versie van Jack Bulterman van Save the last dance for me, twee jaar eerder opgenomen door The Drifters. Bulterman at van twee walletjes; hij was ook betrokken bij de versie van The Blue Diamonds. De single van de Fouryo's stond enige weken genoteerd in de verre voorloper van de Single Top 100.
Dit nummer werd in 1988 gecoverd door De Vrijbuiters. Er bestaat ook nog een gelijknamig lied dat eveneens een cover is van Save the last dance for me van Danny Fabry, waarvoor een andere vertaling is gekozen.